# Trương Quốc Huy
Trương Quốc Huy (sinh ngày 19 tháng 6 năm 1970) là chính trị gia nước Cộng hòa xã hội chủ nghĩa Việt Nam. Ông hiện là Bí thư Tỉnh ủy, Trưởng Đoàn Đại biểu Quốc hội tỉnh Ninh Bình, Đại biểu Quốc hội Việt Nam khóa XV. Ông nguyên là Bí thư Tỉnh ủy, Chủ tịch Ủy ban nhân dân, Trưởng đoàn Đại biểu quốc hội tỉnh Hà Nam cũ trước khi sáp nhập vào tỉnh Ninh Bình; Phó Bí thư, Chủ tịch Ủy ban nhân dân, Ủy viên Ban Thường vụ Tỉnh ủy, Bí thư Thị ủy, Bí thư Đảng bộ Quân sự thị xã Duy Tiên; Ủy viên Ban Cán sự Đảng, Phó Chủ tịch Ủy ban nhân dân tỉnh Hà Nam.
Trương Quốc Huy là Đảng viên Đảng Cộng sản Việt Nam, học vị Cử nhân Kinh tế lao động, Thạc sĩ Quản lý kinh tế, Cao cấp Lý luận chính trị. Ông có 22 năm hoạt động trong khối các doanh nghiệp nhà nước lĩnh vực sản xuất xi măng.

## Xuất thân và giáo dục
Trương Quốc Huy sinh ngày 19 tháng 6 năm 1970 tại thị trấn Lâm, huyện Ý Yên, tỉnh Nam Định, Việt Nam Dân chủ Cộng hòa. Ông lớn lên và theo học phổ thông tại quê nhà. Tháng 9 năm 1988, ông lên thủ đô Hà Nội, theo học Trường Đại học Kinh tế Quốc dân, chuyên ngành Kinh tế lao động khóa 32, tốt nghiệp Cử nhân Kinh tế lao động năm 1992. Sau đó, ông tiếp tục học cao học và nhận bằng Thạc sĩ Quản lý kinh tế. Ngày 3 tháng 6 năm 1997, ông được kết nạp Đảng Cộng sản Việt Nam, trở thành đảng viên chính thức vào ngày 3 tháng 6 năm 1998. Trong quá trình hoạt động Đảng và Nhà nước, ông theo học các khóa tại Học viện Chính trị Quốc gia Hồ Chí Minh, nhận bằng Cao cấp lý luận chính trị.

## Sự nghiệp

### Các giai đoạn
Tháng 12 năm 1994, sau khi tốt nghiệp Trường Đại học Kinh tế Quốc dân, Trương Quốc Huy được tuyển vào vị trí Chuyên viên Quản lý cán bộ lao động và tiền lương của Ban Quản lý Dự án Xi măng Bút Sơn (nay là Công ty Xi măng Bút Sơn), tại xã Thanh Sơn, huyện Kim Bảng, tỉnh Hà Nam. Sau đó, tháng 5 năm 2001, ông được bổ nhiệm làm Phó Trưởng phòng Tổ chức cán bộ, rồi Trưởng phòng từ tháng 1 năm 2008. Tháng 1 năm 2011, ông đảm nhiệm vị trí Phó Giám đốc Công ty Xi măng Bút Sơn, sau đó đổi chức vụ thành Phó Tổng Giám đốc vào tháng 8 cùng năm, đồng thời là Ủy viên Ban Thường vụ Đảng ủy, thành viên Hội đồng thành viên, Công ty trách nhiệm hữu hạn Nhà nước một thành viên Xi măng Tam Điệp, tỉnh Ninh Bình. Đến tháng 11 năm 2013, ông trở thành Bí thư Đảng ủy, Ủy viên Hội đồng quản trị, Tổng Giám đốc Công ty Xi măng Vicem Hoàng Mai, tỉnh Nghệ An, Ủy viên Ban chấp hành Đảng bộ Tổng Công ty Xi măng Việt Nam nhiệm kỳ 2010 – 2015.
Tháng 12 năm 2014, ông trở lại Xi măng Bút Sơn, nhậm chức Ủy viên Ban chấp hành Đảng bộ Khối Doanh nghiệp tỉnh Hà Nam, Bí thư Đảng ủy, Ủy viên Hội đồng quản trị, Tổng Giám đốc Công ty cổ phần Xi măng Bút Sơn. Tháng 9 năm 2015, tại Đại hội đại biểu Đảng bộ tỉnh Hà Nam lần thứ XIX, ông được bầu làm Ủy viên Ban chấp hành Đảng bộ tỉnh, Đại biểu Hội đồng nhân dân tỉnh Hà Nam khóa 2016 – 2021, Ủy viên Ban Kinh tế – Ngân sách Hội đồng nhân dân tỉnh, Ủy viên Ban Thường vụ Đảng ủy Khối Doanh nghiệp tỉnh, Tổng Giám đốc Công ty cổ phần Xi măng Bút Sơn. Tính đến năm 2016, ông có hơn 20 năm sự nghiệp trong các doanh nghiệp nhà nước về sản xuất xi măng.
Tháng 12 năm 2016, Trương Quốc Huy chính thức rời khối doanh nghiệp nhà nước, bắt đầu giai đoạn mới ở cơ quan nhà nước khi được điều làm Ủy viên Ban Cán sự Đảng Ủy ban nhân dân tỉnh Hà Nam. Ông được Thủ tướng Nguyễn Xuân Phúc bổ nhiệm làm Phó Chủ tịch Ủy ban nhân dân tỉnh Hà Nam. Giai đoạn này, ông công tác hỗ trợ Chủ tịch tỉnh Nguyễn Xuân Đông. Tháng 11 năm 2019, kỳ họp bất thường Đảng ủy Hà Nam đã bầu ông làm Ủy viên Ban Thường vụ Tỉnh ủy Hà Nam. Tháng 12, ông được điều về huyện Duy Tiên, vào Ban Thường vụ Huyện ủy, nhậm chức Bí thư Huyện ủy huyện Duy Tiên. Ngày 17 tháng 12 năm 2019, Ủy ban Thường vụ Quốc hội ban hành Nghị quyết số 829/NQ-UBTVQH14 về việc sắp xếp các đơn vị hành chính cấp huyện, cấp xã thuộc tỉnh Hà Nam, nâng cấp huyện Duy Tiên thành thị xã, Trương Quốc Huy nhậm chức Bí thư Thị ủy, Bí thư Đảng bộ Quân sự thị xã Duy Tiên.

### Lãnh đạo tỉnh Hà Nam
Ngày 21 tháng 9 năm 2020, tại kỳ Đại hội đại biểu Đảng bộ tỉnh Hà Nam lần thứ XX, khóa 2020 – 2025, Trương Quốc Huy tiếp tục được bầu vào Ban Thường vụ Tỉnh ủy, nhậm chức Phó Bí thư Tỉnh ủy. Sáng ngày 6 tháng 10 năm 2020, tại kỳ họp thứ 17, Hội đồng nhân dân tỉnh Hà Nam khóa XVIII, nhiệm kỳ 2016 – 2021 diễn ra, thực hiện quy trình miễn nhiệm và bầu bổ sung chức danh lãnh đạo. Theo đó, các đại biểu Hội đồng nhân dân tỉnh Hà Nam đã thống nhất, biểu quyết và thông qua dự thảo nghị quyết miễn nhiệm chức danh Chủ tịch Ủy ban nhân dân tỉnh khóa XVII đối với Nguyễn Xuân Đông do nghỉ công tác; đồng thời thống nhất biểu quyết hình thức bỏ phiếu kín bầu Trương Quốc Huy giữ chức vụ Chủ tịch Ủy ban nhân dân tỉnh Hà Nam. Ngày 12 tháng 10 năm 2020, Thủ tướng Nguyễn Xuân Phúc phê chuẩn chức danh được bầu của ông. Ngày 2 tháng 7 năm 2021, tại kỳ họp thứ nhất của Hội đồng nhân dân tỉnh Hà Nam khóa XIX, ông tái đắc cử vị trí Chủ tịch Ủy ban nhân dân tỉnh Hà Nam, được Thủ tướng Phạm Minh Chính phê chuẩn.
Ở vị trí Chủ tịch Hà Nam, ông phụ trách chung, quy hoạch, kế hoạch phát triển kinh tế – xã hội, phát triển đô thị, kinh tế đối ngoại, ngoại vụ, ngân sách, tổ chức, nội chính, thanh tra, thi đua khen thưởng; phụ trách công tác thi đua khen thưởng khối nội chính; phụ trách các đơn vị gồm Công an tỉnh, Bộ Chỉ huy Quân sự tỉnh, Sở Kế hoạch và Đầu tư, Sở Nội vụ, Thanh tra tỉnh, Văn phòng Ủy ban nhân dân tỉnh Hà Nam.
Tháng 7 năm 2021, trong kỳ bầu cử Đại biểu Quốc hội khóa XV, Trương Quốc Huy ứng cử đại biểu ở đơn vị bầu cử thứ 2 tỉnh Hà Nam, gồm các đơn vị là thị xã Duy Tiên, huyện Lý Nhân, huyện Kim Bảng, trúng cử với tỷ lệ 96,04% phiếu bầu. Ông trở thành Đại biểu Quốc hội khóa XV, đồng thời là Trường Đoàn Đại biểu Quốc hội tỉnh Hà Nam.
Ngày 3 tháng 3 năm 2025, Trương Quốc Huy được Trung ương Đảng Cộng sản Việt Nam chỉ định giữ chức Bí thư Tỉnh ủy Hà Nam thay cho Lê Thị Thủy được điều động giữ chức Phó Bí thư chuyên trách của Đảng ủy Chính phủ. Ông giữ chức vụ này chỉ trong 4 tháng, đến hết 30 tháng 6 năm 2025 thì tỉnh Hà Nam bị sáp nhập vào tỉnh Ninh Bình.

### Lãnh đạo tỉnh Ninh Bình
Từ ngày 1 tháng 7 năm 2025, ông giữ chức Bí thư Tỉnh ủy tỉnh Ninh Bình mới.

## Khen thưởng
Trong sự nghiệp, Trương Quốc Huy được trao một số giải thưởng như:
- Huân chương Lao động hạng Nhì năm 2016;
- Chiến sĩ thi đua cấp tỉnh năm 2019;